# ناثانيل جوب هاموند
ناثانيل جوب هاموند (بالإنجليزية: Nathaniel Job Hammond)‏ هو محامي وسياسي أمريكي، ولد في 26 ديسمبر 1833 بمقاطعة إلبرت في الولايات المتحدة، وتوفي في 20 أبريل 1899 في نفس البلد. حزبياً، نشط في الحزب الديمقراطي. وقد انتخب عضو مجلس النواب الأمريكي.